# LibreOffice
LibreOffice este o suită gratuită și cu sursă deschisă de aplicații de productivitate pentru birou, dezvoltată de The Document Foundation (TDF). A fost creată în 2010 ca un derivat (fork) al OpenOffice.org, care la rândul său era succesorul StarOffice. Suita include aplicații pentru procesare de text (Writer), foi de calcul (Calc), prezentări (Impress), grafică vectorială (Draw), gestionarea bazelor de date (Base) și editarea de formule matematice (Math). Suportă formatul OpenDocument și este compatibilă cu alte formate importante, inclusiv cele utilizate de Microsoft Office.
Pe lângă varianta desktop pentru Linux, Windows și macOS, există și versiuni pentru smartphone-uri și tablete Android și iOS. De asemenea, sub denumirile LibreOffice Online și Collabora Online există o aplicație web care funcționează ca un birou online. Asociația PortableApps.com  a lansat o versiune portabilă, LibreOffice Portable ce poate fi rulată și de pe o memorie flash USB.

## Caracteristici
| Componentă | Componentă | Descriere |
| ---------- | ---------- | --- |
|            | Writer     | Program de procesor Word, similar cu Microsoft Word, cu suport pentru mai multe formate de fișiere și editare WYSIWYG. |
|            | Calc       | Program de foi de calcul, similar to Microsoft Excel, cu suport pentru diagrame, formule și analiza datelor.           |
|            | Impress    | Program de prezentare, similar cu Microsoft PowerPoint.                                                                |
|            | Draw       | Editor grafic vectorial, similar cu Microsoft Visio, de asemenea, capabil de imagine de bază și editare PDF.           |
|            | Math       | Editor de formule pentru expresii matematice.                                                                          |
|            | Base       | Program de gestionare a bazelor de date, similar cu Microsoft Access, cu suport pentru surse locale și externe.        |

## Istoric

Dezvoltările majore a lui StarOffice și OpenOffice.org de-a lungul timpului. LibreOffice este cu verde.

După ce în aprilie 2010 Oracle Corp. a cumpărat Sun Microsystems Inc., intrând astfel și în posesia OpenOffice.org, în 28 septembrie 2010 mai mulți membri din comunitatea OpenOffice au fondat organizația The Document Foundation, și au creat o ramificație din varianta beta a suitei OpenOffice.org 3.3. În crearea unei noi suite de birou a contribuit semnificativ incertitudinea creată de Oracle, deoarece se putea întâmpla ca această corporație să sisteze dezvoltarea suitei OpenOffice.org, așa cum s-a întâmplat și cu suita OpenSolaris. Fondatorii The Document Foundation au sperat că numele LibreOffice va fi doar un nume temporar, fiindcă au invitat Oracle să se alăture organizației și să doneze comunității numele de OpenOffice.org. Oracle a refuzat propunerea și a rugat foștii dezvoltatori ai OpenOffice.org ca să demisioneze din organele de conducere ale lui OpenOffice.org, astfel că numele final al proiectului a devenit LibreOffice. Până la finalul lunii octombrie 2010, 33 de dezvoltatori ai OpenOffice.org au demisionat și s-au alăturat organizației The Document Foundation.
Proiectul Go-oo s-a desființat și el, iar resursele și dezvoltările din proiect au fost integrate în LibreOffice. Și alte variante ale lui OpenOffice s-au integrat în LibreOffice.
Canonical, Novell și Red Hat au anunțat că în viitor vor livra sistemele de operare  implicit cu LibreOffice. Ubuntu vine cu suita de programe de birou LibreOffice preinstalată.

### Edițiile 3.x
Prima versiune stabilă a lui LibreOffice era LibreOffice 3.3, apărut în 25 ianuarie 2011. După cele scrise de Ryan Paul în Ars Technica se vedea deja la această primă ediție potențialul de dezvoltare din LibreOffice. Deja și în LibreOffice 3.3 au apărut multe dezvoltări importante, pe parte de utilizare și intercompatibilitate cu alte suite de birou.
LibreOffice 3.4 au apărut multe noutăți, nu neapărat perfecte, dar care au fost o bază solidă pentru dezvoltările din viitor:
- optimizare utilizare memorie
- reducerea dependinței de Java
- migrare majoră spre platformele de dezvoltare GCC și GNU Make, și pe Windows.
- curățare majoră în codul sursă

LibreOffice 3.5 a apărut în 14 februarie 2012 cu următoarele funcții importante: import .vsd, suport nativ PostreSQL, suport Java 7, suport AES pentru criptarea fișierelor ODF, installer nou .msi și suport mai bun Open XML.
LibreOffice 3.6 a apărut în 8 august 2012 cu următoarele funcții importante: import CorelDraw, integrare Alfresco prin protocolul CMIS, integrare Microsoft SharePoint, suport scare de culori și bare de date în tabele, export PDF cu filigran, redimensionare imagini de calitate superioară, import Microsoft SmartArt, îmbunătățire CSV.

### Edițiile 4.x
A cincea ediție mare a suite de birou, verziunea 4.0 a apărut în 7 februarie 2013. Dezvoltatori au curățat semnificativ codul sursă, au apărut multe noutăți noi, ca: integrarea cu sisteme de management de documente (Alfresco, IBM FileNet P8, Microsoft Sharepoint 2010, Nuxeo, OpenText, SAP NetWeaver Cloud Service și alte sisteme) prin standardul CMIS; interoperabilitate mai bună cu docx și rtf; importul documentelor Microsoft Publisher și dezvoltarea importului Visio.
În următoarele ediții din familia LibreOffice 4 codul sursă a fost curățat și optimizat în continuare, a fost complet rescris afișarea ferestrelor devenind ușor redimensionabile și localizabile, a devenit posibilă integrarea fonturilor în documente, exportul fișierelor PDF semnate digital, și multe îmbunătățiri în Impress legat de prezentări.

## Galerie

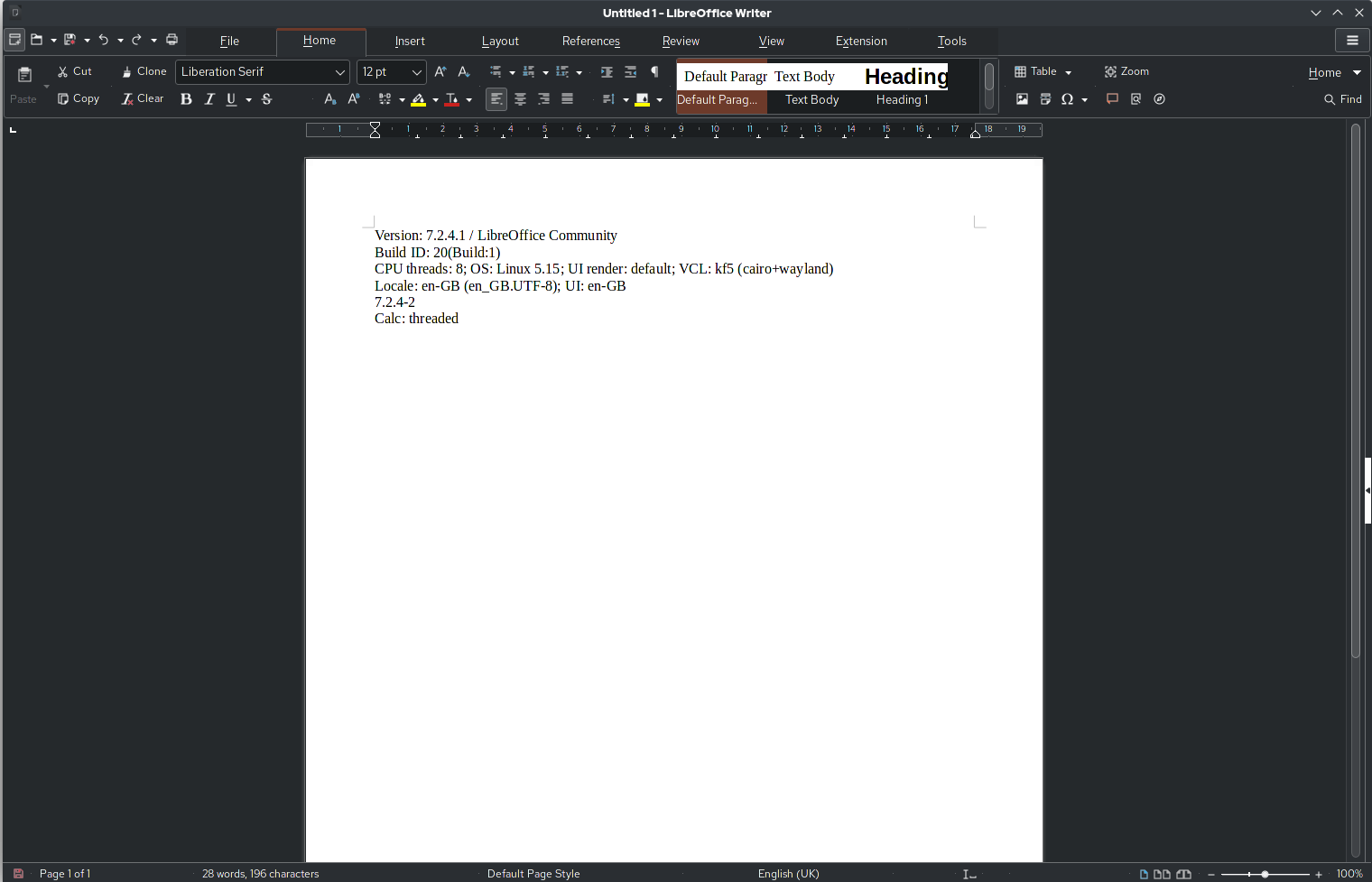
LibreOffice Writer 7.2.4.1
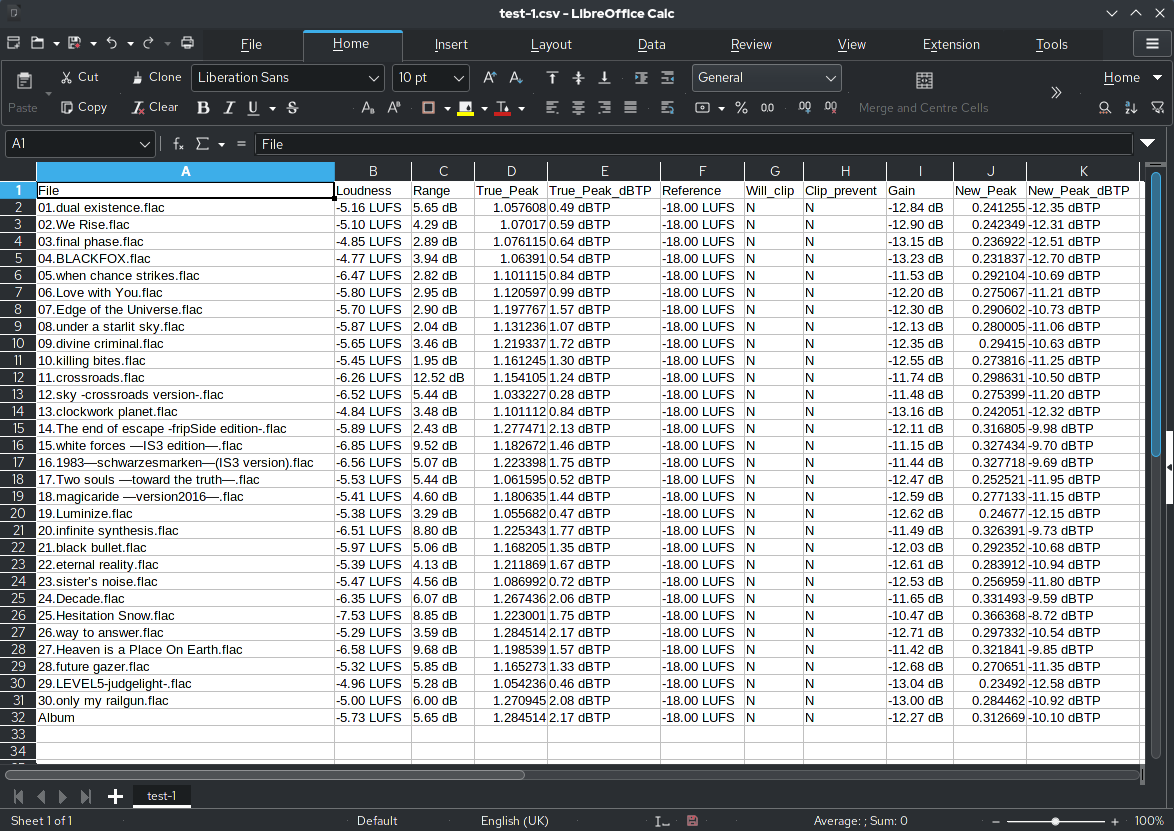
LibreOffice Calc 7.2.4.1
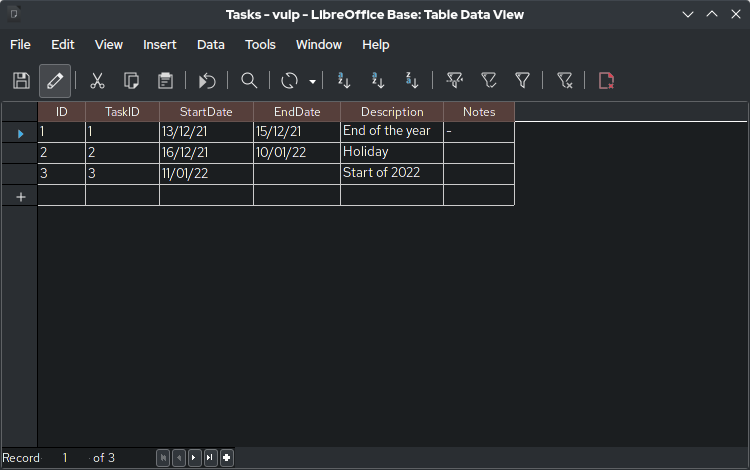
LibreOffice Base 7.2.4.1
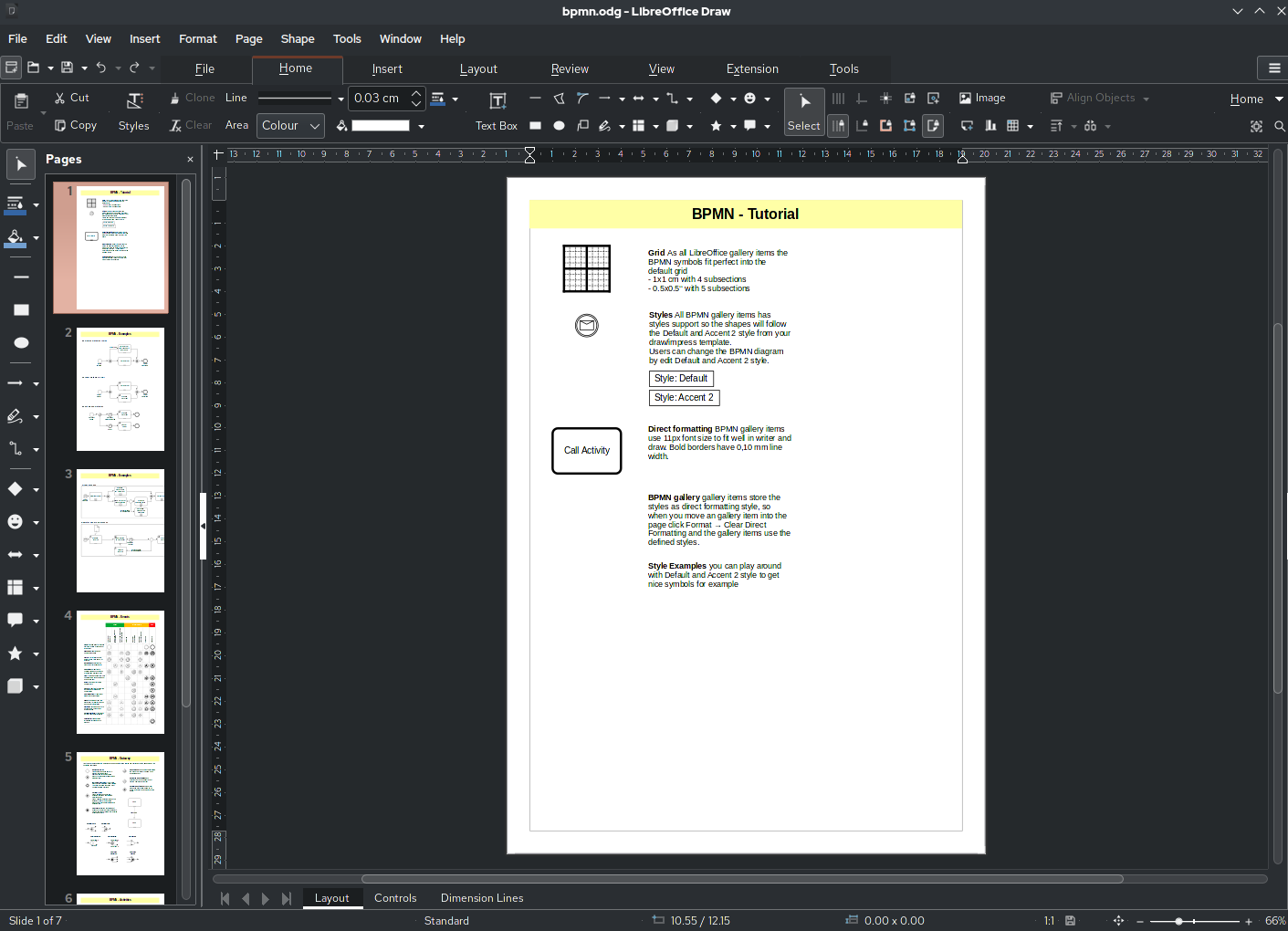
LibreOffice Draw 7.2.4.1
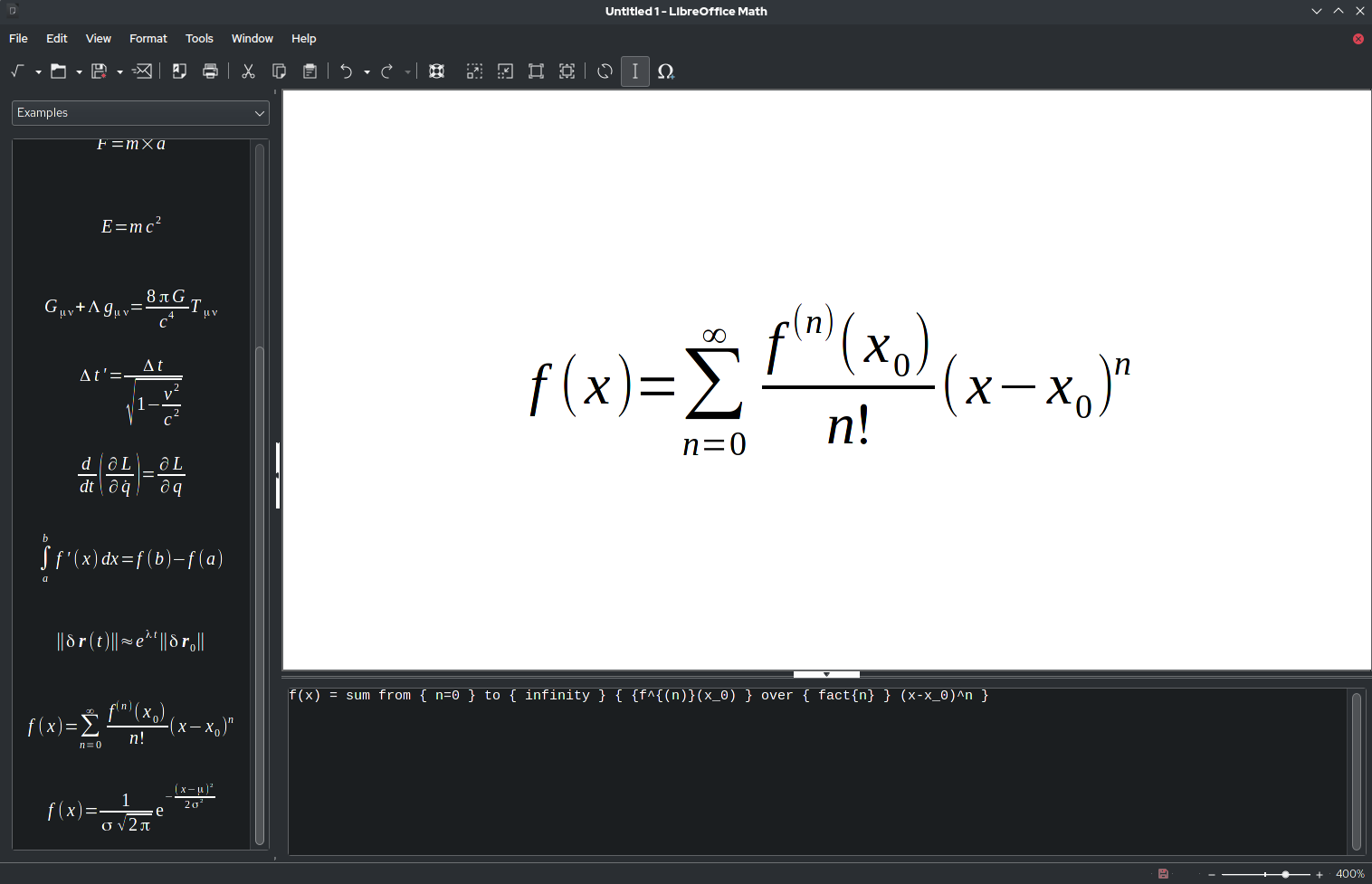
LibreOffice Math 7.2.4.1
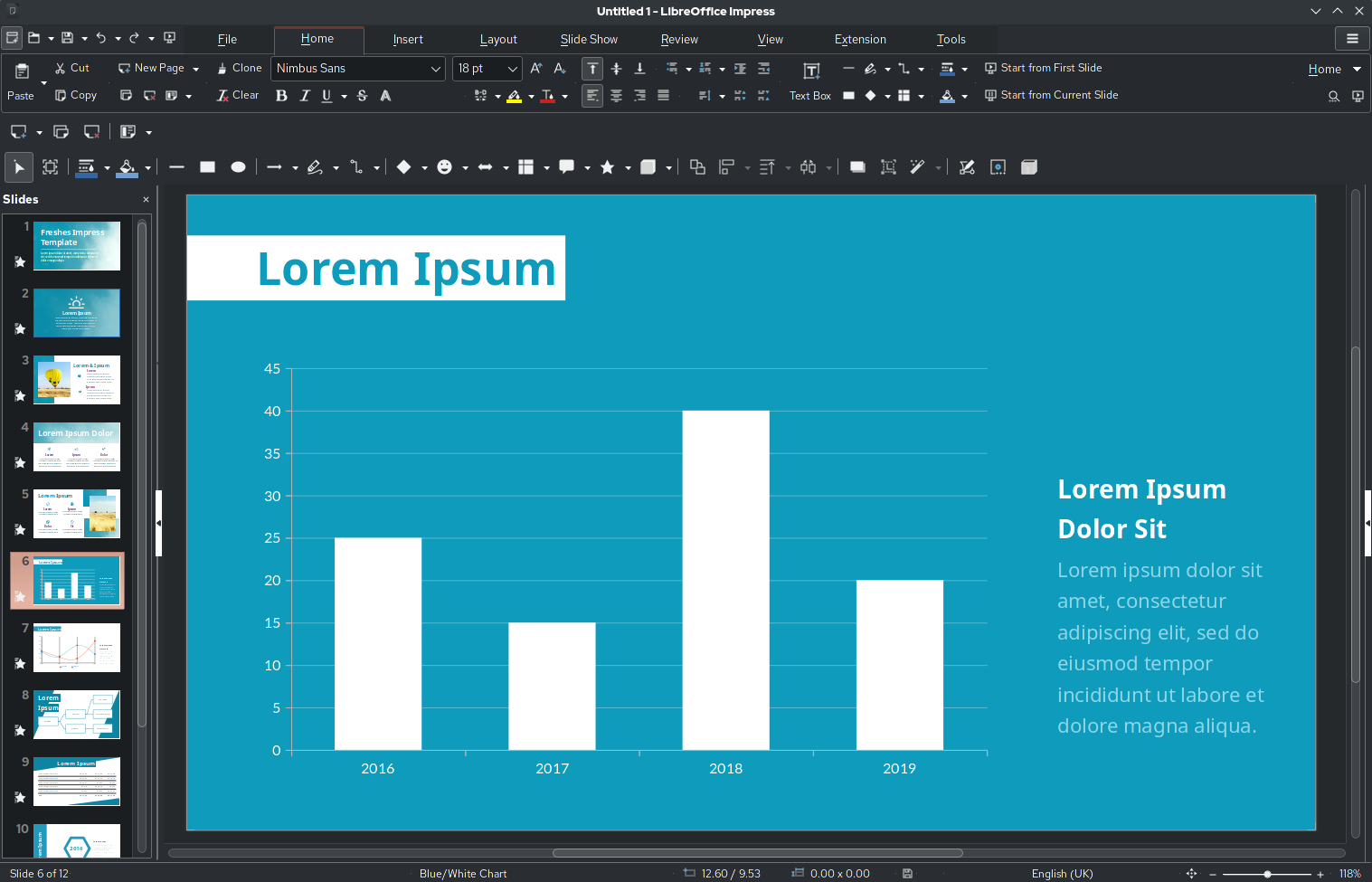
LibreOffice Impress 7.2.4.1